# The Oxford Shakespeare
The Oxford Shakespeare ist der Titel einer Gesamtausgabe der Werke William Shakespeare aus dem Verlag Oxford University Press. Die leitenden Herausgeber sind Stanley Wells und Gary Taylor.

## Vorläufer
Oxford University Press veröffentlichte erstmals im Jahre 1891 eine Gesamtausgabe der Werke von Shakespeare. The Complete Works war eine einbändige, sprachlich modernisierte Ausgabe, die von William James Craig besorgt wurde.

## The Complete Works
Zur „Oxford Shakespeare“-Ausgabe gehört eine einbändige Complete Works-Version, die von John Jowett, William Montgomery, Gary Taylor und Stanley Wells besorgt wurde und 1986 erschien. Sie beinhaltet alle Dramen und poetischen Werke von Shakespeare. Vorangestellt ist eine ausführliche Einleitung. Jedes einzelne Werk wird kurz kommentiert. Die Ausgabe enthält keine Textanmerkungen. Die editorischen Prinzipien und die grundlegenden Arbeiten sind in dem umfangreichen Werk William Shakespeare: A Textual Companion dokumentiert. Der Band William Shakespeare: An Old-Spelling Edition enthält einen nichtmodernisierten Text.
Die Oxford-Ausgabe ist der Überlegung eines Vorranges der Aufführungen gegenüber dem Druck der Werke verpflichtet. Dies hat zahlreiche in der Shakespeare-Wissenschaft sehr kontrovers diskutierte Entscheidungen zur Folge. So wurde der Hamlet um größere, vermutlich später eingefügte Passagen gekürzt. Im Falle des King Lear wurde auf eine Rekonstruktion verzichtet und stattdessen die beiden erhaltenen Versionen abgedruckt. In Heinrich IV. Teil 1 wurde der Name 'Falstaffs' in 'Oldcastle' geändert, da dies vermutlich die ursprüngliche Namensgebung war.
In der Oxford-Ausgabe wurde auch erstmals ausdrücklich auf den kollaborativen Charakter einiger Werke Shakespeares Bezug genommen. So wird der vermutete Anteil von Thomas Middleton im Falle von Macbeth, Measure for Measure und Timon von Athen herausgestellt. Im Falle des Pericles wird der Beitrag von George Wilkins betont. Die Mitarbeiter am Heinrich IV. sind bislang nicht identifiziert und bei der Dramen Henry VIII und The Two Noble Kinsmen wird auf die Zusammenarbeit mit John Fletcher hingewiesen. In die zweite Auflage aus dem Jahr 2005 wurden die vermutlich kollaborativ verfassten Werke Sir Thomas More (hg. von John Jowett), und Edward III (hg. von William Montgomery) aufgenommen.
Zur Einschätzung der strittigen Verfasserschaftsfragen und Klärung der Text- und Datierungsprobleme stützen sich die Herausgeber der Oxford-Ausgabe dabei vor allem auf neuere textkritische und empirische buchkundliche Verfahrensweisen der analytischen Buchwissenschaft (New Bibliography)  unter Nutzung der Möglichkeiten der modernen Datenverarbeitung für vergleichende statistisch-analytische Untersuchungen. Die Anordnung der Einzelwerke in der einbändigen Gesamtausgabe des Oxford-Shakespeare folgt dem chronologischen Ablauf, wie er sich auf Grundlage dieser Erkenntnisse insbesondere im Hinblick auf den Anfang und das Ende der Schaffensperiode Shakespeares ergibt. Damit brechen die Herausgeber der Oxford-Ausgabe erstmals mit der überlieferten Gattungsgruppierung in Historien, Komödien und Tragödien, die seit dem ersten Folio-Druck 1623 von Heminge und Condell zuvor in allen nachfolgenden Gesamtausgaben übernommen wurde. Darüber hinaus liefert die Oxford-Ausgabe wie oben erwähnt erstmals zwei getrennte Fassungen des King Lear, eine frühe Version basierend auf dem Quarto-Druck von 1608 und eine späte auf Grundlage des Folio-Drucks von 1623. Nach Auffassung der Herausgeber der Oxford-Ausgabe sind beide Versionen als autoritative Texte zu betrachten; die Folio-Fassung stellt aus ihrer Sicht eine autorrevidierte Theaterfassung der Schauspieltruppe der King’s Men dar. Damit vollzieht die Oxford-Ausgabe zugleich einen ebenso spektakulären Bruch mit der seit Pope etablierten Editionstradition einer einzigen konflationierten Ausgabe.
Der unter der Leitung von Taylor und Wells herausgegebene Complete Oxford Shakespeare liefert gleichermaßen die Grundlage für die Ausgabe des Norton Shakespeare, die von Stephen Greenblatt koordiniert wurde und das editorische Resultat der Arbeit von Taylor und Wells darstellt. Mit dieser Integration in den Norton Shakespeare, in dem nur in wenigen Einzelfällen die letzte textkonstitutive Konsequenz der Oxford-Ausgabe zurückgenommen wird, hat der Text des Complete Oxford Shakespeare für die gegenwärtige Shakespeare-Forschung allgemein den Status des derzeit gültigen Shakespeare-Textes erlangt.

## Einzelausgaben der Dramen
Der Begriff „Oxford Shakespeare“ bezieht sich auf die bei „Oxford University Press“ erscheinende Edition der Werke Shakespeares in Einzelausgaben. Die Einzelausgaben folgen im Wesentlichen den Editionsprinzipien der von Wells und Taylor besorgten Gesamtausgabe.
Die Bände sind in dieser Folge erschienen:
- Henry V (1982) Gary Taylor
- The Taming of The Shrew (1982) H.J. Oliver
- Troilus und Cressida (1982) Kenneth Muir
- Titus Andronicus (1984) Eugene M. Waith
- Julius Caesar (1984) Arthur Humphreys
- Hamlet (1987) G.R. Hibbard
- Henry IV, Part 1 (1987) David Bevington
- The Tempest (1987) Stephen Orgel
- The Two Noble Kinsmen (1989) Eugene M. Waith
- King John (1989) A.R. Braunmuller
- Love’s Labour’s Lost (1990) G.R. Hibbard
- Macbeth (1990) Nicholas Brooke
- The Merry Wives of Windsor (1990) T.W. Craik
- Measure for Measure (1991) N.W. Bawcutt
- All's Well That Ends Well (1993) Susan Snyder
- As You Like It (1993) Alan Brissenden
- Much Ado About Nothing (1993) Sheldon P. Zitner
- The Merchant of Venice (1993) Jay L. Halio
- Antony and Cleopatra (1994) Michael Neill
- Coriolanus (1994) R.B. Parker
- Twelfth Night (1994) Roger Warren & Stanley Wells
- A Midsummer Night’s Dream (1995) Peter Holland
- The Winter’s Tale (1996) Stephen Orgel
- Henry IV, Part 2 (1998) René Weis
- Cymbeline (1998) Roger Warren
- King Henry VIII, or All is True (1999) Jay L. Halio
- Romeo and Juliet (2000) Jill L. Levenson
- The History of King Lear (2000) Stanley Wells
- Richard III (2000) John Jowett
- Henry VI, Part 3 (2001) Randall Martin
- The Complete Sonnets and Poems (2002) Colin Burrow
- Henry VI, Part 2 (2002) Roger Warren
- The Comedy of Errors (2002) Charles Whitworth
- Henry VI, Part 1 (2003) Michael Taylor
- Pericles (2004) Roger Warren
- Timon of Athens (2004) John Jowett
- Othello (2006) Michael Neill
- The Two Gentlemen of Verona (2008) Roger Warren
- Richard II (2011) Anthony B. Dawson & Paul Yachnin

Mit der Veröffentlichung von Richard II im August 2011 war die Herausgabe der sog. „kanonischen“ Dramen abgeschlossen. In Arbeit sind noch die Einzelausgaben von Edward III und Sir Thomas More.